# Langheim (Adelsgeschlecht)
Langheim ist der Name eines preußischen Adelsgeschlechts.

## Geschichte
Das Geschlecht Langheim gehört zum eingeborenen preußischen Adel und führt seinen Namen nach dem Ort Langheim im Kreis Rastenburg. Es erscheint urkundlich mit Merten Lanckhemd, dessen Söhne Greger und Wentzel in Lyck 1465 mit 40 Hufen zu Groß-Pogorzellen (Kreis Johannisburg) belehnt werden. Mit dem Kriegsmann Gregor von Langheim auf 40 Hufen bei Liesken (= vermutlich Borken im Kreis Lyck, dem Stammgut derer von Langheim, welches bis Mitte des 20. Jahrhunderts in Familienbesitz blieb), wurde die Familie 1484 urkundlich genannt. Ein Zweig der altpreußischen von Langheim auf Borken im Hauptamt Lyk führte im 16. und 17. Jahrhundert den Bei-, auch wohl den alleinigen Namen Borkowski. Das Wappen dieses Zweigs wich ein wenig vom Wappen der übrigen von Langheim ab (Schild roter Greif auf Gold; eine goldene zwischen zwei roten Straußenfedern auf dem Helm mit rot-goldenen Decken).
Die Herren von Langheim waren in Ostpreußen weiterhin zu Drosdowen und Drygallen im Kreis Johannisburg, zu Gellen (seit 1627), Gollingen, Krummenort, Pfaffendorf und Zatzkowen (1709) im Kreis Sensburg sowie zu Leegen, Lyssewen (seit 1697) und Miechowen im Kreis Lyck begütert.
Das Geschlecht teilte sich in zwei Linien, wovon eine mit dem kaiserlichen Oberstleutnant im Infanterie-Regiment „Fürst Kaunitz“ Johann Michael von Langheim um 1800 im Mannesstamm abging. Die wenigstens bis ins 20. Jahrhundert fortbestehende Linie beginnt ihre Stammreihe mit Jakob von Langheim († um 1744) auf Anteil Borken.
Mehrere Söhne der Familie bestritten eine Offizierslaufbahn in der preußischen Armee.

## Wappen

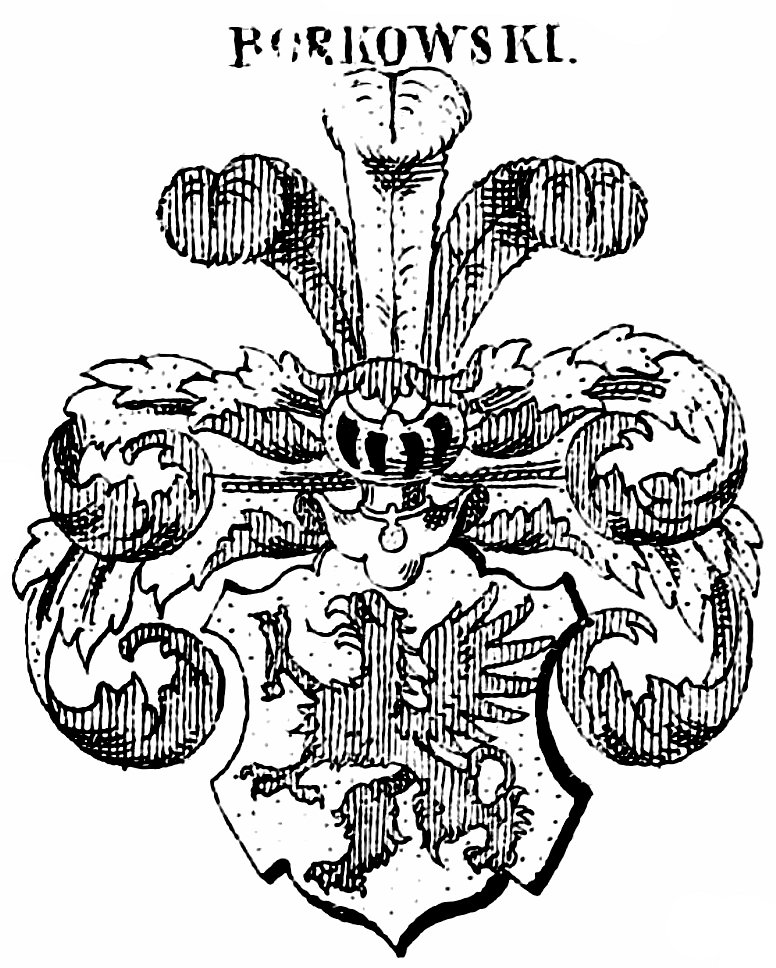
Das Wappen derer von Langheim-Borkowski war eine Variante: Ein roter Greif im goldenen Schild; die Decken rot-golden und auf dem Helm eine goldene zwischen zwei roten Straußenfedern

In Blau ein goldener Greif mit untergeschlagenem Schweif. Auf dem blau-gold bewulsteten Helm mit blau-goldenen Decken ein wachsender goldener Greif.